# Billy Wright
William Ambrose Wright CBE (6. februar 1924 - 3. september 1994) var en engelsk fodboldspiller (centerhalf) og manager.
Wright tilbragte hele sin aktive karriere, fra 1939 til 1959, hos Wolverhampton Wanderers. Han var med til at vinde tre engelske mesterskaber og én FA Cup-titel med klubben, som han nåede næsten 500 ligakampe for.
Wright spillede desuden, over en periode på 13 år, hele 105 kampe og scorede tre mål for det engelske landshold. Hans første landskamp var et opgør mod Nordirland 28. september 1946, hans sidste en kamp mod USA 28. maj 1959.
Wright var en del af det engelske hold der deltog ved VM i 1950 i Brasilien, landets første VM-deltagelse nogensinde. Han deltog også ved både VM i 1954 i Schweiz og VM i 1958 i Sverige.

## Titler
Engelsk mesterskab
- 1954, 1958 og 1959 med Wolverhampton Wanderers

FA Cup
- 1949 med Wolverhampton Wanderers